# Khỉ sóc
Khỉ sóc là tên gọi chung của một số loài khỉ Tân thế giới thuộc chi Saimiri. Chúng hợp thành chi duy nhất trong phân họ Saimirinae, và là một trong hai chi hiện tại được công nhận thuộc họ Khỉ đuôi cong (Cebidae).

## Phân bố
Khỉ sóc sinh sống trong các khu rừng nhiệt đới Trung và Nam Mỹ trong tầng tán. Phần lớn các loài có phạm vi phân bố cận đất hoặc khác đất trong rừng mưa Amazon, trong khi S. oerstedii được tìm thấy với sự phân bố đứt đoạn tại Costa Rica và Panama.

## Đặc điểm
Bộ lông khỉ sóc ngắn và dày, màu ô liu tại vai và màu cam vàng tại lưng và những bộ phận xa nhất (tay, chân). Họng và tai có lông màu trắng và miệng màu đen. Phần trên của đầu chúng có lông che phủ. Khuôn mặt đen và trắng này ban cho chúng tên gọi "khỉ đầu thần chết" trong một vài ngôn ngữ gốc Đức (như tiếng Đức Totenkopfaffen, tiếng Thụy Điển dödskalleapor, tiếng Hà Lan doodshoofdaapjes) và tiếng Slovenia (smrtoglavka).
Khỉ sóc phát triển tới kích thước 25–35 cm, cộng với chiếc đuôi dài 35–42 cm. Chúng cân nặng 750-1.100 g. Đáng chú ý là tỉ lệ khối lượng bộ não so với khối lượng thân đối với khỉ sóc là 1:17, làm cho chúng có bộ não lớn nhất (khi tính theo tỉ lệ) trong số mọi loài linh trưởng. Bộ não của con người chỉ có tỉ lệ 1:35.
Khỉ sóc cái có dương vật giả để chúng sử dụng trong việc biểu lộ quyền thống trị đối với những con khỉ nhỏ hơn, về cơ bản giống như cách mà những con khỉ sóc đực biểu lộ quyền thống trị của chúng.
Giống như phần lớn các họ hàng khỉ Tân thế giới khác của chúng, khỉ sóc là các loài kiếm ăn ban ngày và sinh sống ở trên cây. Không giống như các loài khỉ Tân thế giới khác, đuôi của chúng không được dùng để leo trèo, mà có vai trò của một loại "sào giữ thăng bằng" và của một loại công cụ. Chuyển động của chúng giữa các cành cây là cực kỳ nhanh.
Chúng sống thành các nhóm nhiều đực/nhiều cái có thể tới 500 thành viên. Tuy nhiên, các nhóm lớn này có thể đôi khi tách ra thành các đội quân nhỏ hơn. Chúng có một loạt các tiếng hú, bao gồm các âm thanh cảnh báo để bảo vệ bản thân chúng trước những con chim ưng lớn, là mối đe dọa tự nhiên của chúng. Kích thước nhỏ của chúng cũng làm cho chúng dễ bị tổn thương trước những kẻ săn mồi như rắn và các động vật họ Mèo. Để đánh dấu lãnh thổ, khỉ sóc cọ đuôi và da chúng với nước tiểu của chính chúng.
Khỉ sóc là động vật ăn tạp, chủ yếu ăn các loại quả và sâu bọ. Đôi khi chúng cũng ăn cả hạt, chồi non, trứng và các động vật có xương sống nhỏ.
Việc giao phối và sinh sản của khỉ sóc chịu ảnh hưởng theo mùa. Những con cái sinh con trong mùa mưa, sau một thời kỳ mang thai 150-170 ngày. Chỉ có con mẹ chăm sóc con non. Saimiri oerstedti chăm sóc con non cho tới 4 tháng tuổi, trong khi Saimiri boliviensis chăm sóc con non cho tới 18 tháng tuổi. Khỉ sóc cái đạt tới sự thuần thục sinh sản ở độ tuổi lên 3, trong khi khỉ sóc đực ở độ tuổi lên 5. Chúng sống được khoảng 15 năm trong hoang dã và khoảng 20 năm trong tình trạng bị giam cầm.

## Phân loại
Cho tới năm 1984, mọi loài khỉ sóc Nam Mỹ nói chung được coi là một phần của loài phổ biến rộng duy nhất và nhiều nhà động vật học coi khỉ sóc Trung Mỹ cũng là thành viên của loài duy nhất này. Hai nhóm chính hiện tại được công nhận có thể được tách ra bằng vạch màu trắng phía trên mắt; nó có hình dạng như vòm cung Gothic ("nhọn") ở nhóm S. sciureus, trong khi có hình dạng như vòm cung La Mã ("tròn") trong nhóm S. boliviensis.
- Chi Saimiri
  - Nhóm S. sciureus
    - Saimiri oerstedii: Khỉ sóc Trung Mỹ
      - Saimiri oerstedii oerstedii: Khỉ sóc Trung Mỹ đỉnh đầu đen. Vùng duyên hải Thái Bình Dương thuộc miền trung Costa Rica.
      - Saimiri oerstedii citrinellus: Khỉ sóc Trung Mỹ đỉnh đầu xám. Vùng duyên hải Thái Bình Dương thuộc miền tây Panama và miền nam Costa Rica.

    - Saimiri sciureus: Khỉ sóc thông thường
      - Saimiri sciureus sciureus
      - Saimiri sciureus albigena
      - Saimiri sciureus cassiquiarensis: Khỉ sóc Humboldt
      - Saimiri sciureus macrodon: Khỉ sóc Ecuador

    - Saimiri ustus: Khỉ sóc tai trần

  - Nhóm S. boliviensis
    - Saimiri boliviensis: Khỉ sóc chỏm đầu đen
      - Saimiri boliviensis boliviensis: Khỉ sóc Bolivia
      - Saimiri boliviensis peruviensis: Khỉ sóc Peru

    - Saimiri vanzolini: Khỉ sóc đen

## Tình trạng bảo tồn
Khỉ sóc thông thường (S. sciureus) bị bắt để phục vụ cho buôn bán thú cảnh và nghiên cứu y học nhưng không rơi vào tình trạng nguy cấp. Ba loài/phân loài khỉ sóc có nguy cơ tuyệt chủng là S. o. oerstedti (nguy cấp), S. o. citrinellus (cực kỳ nguy cấp) và S. vanzolinii (dễ thương tổn).

## Thư viện ảnh

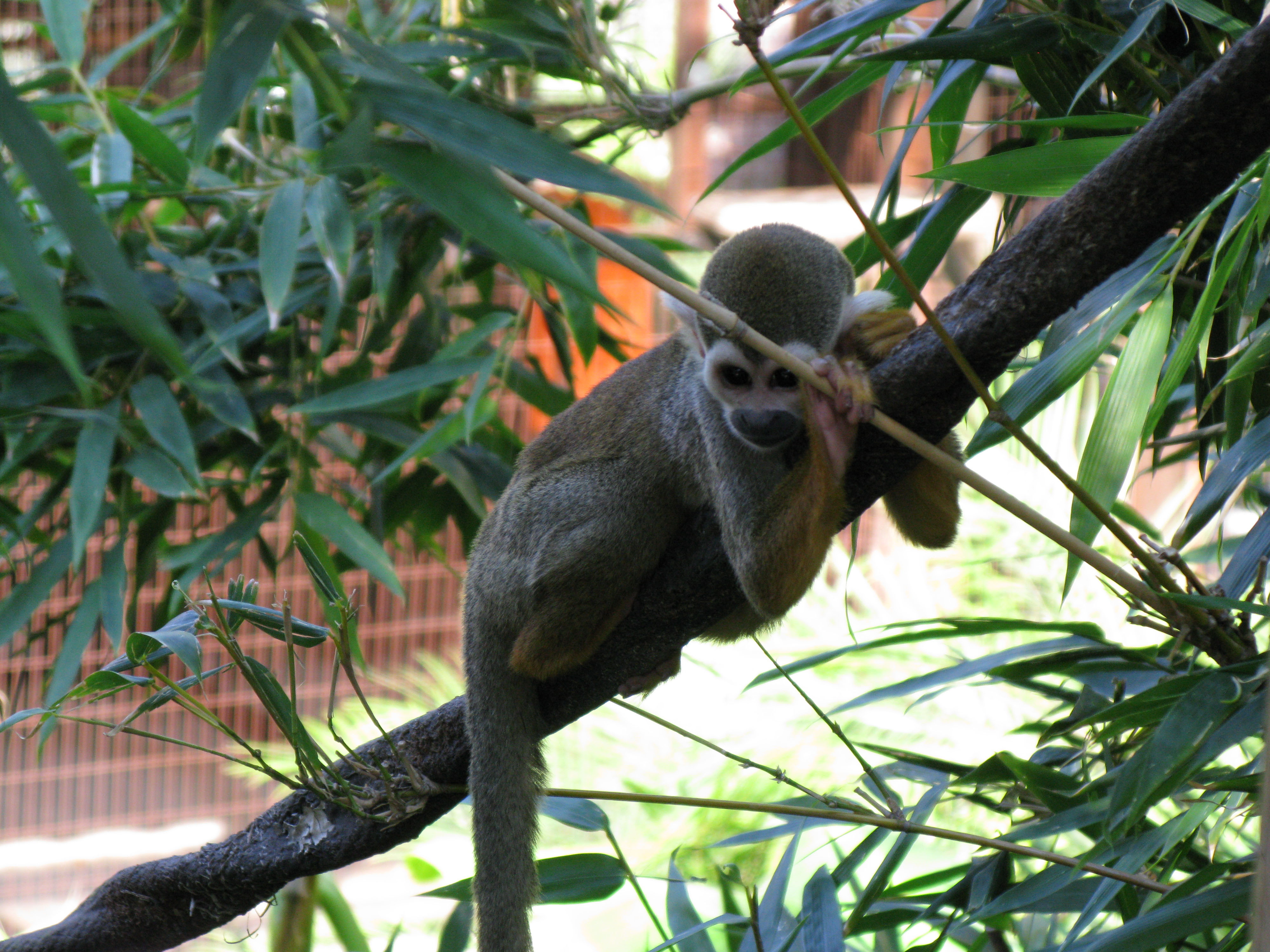
Chụp tại Vườn thú Phoenix.
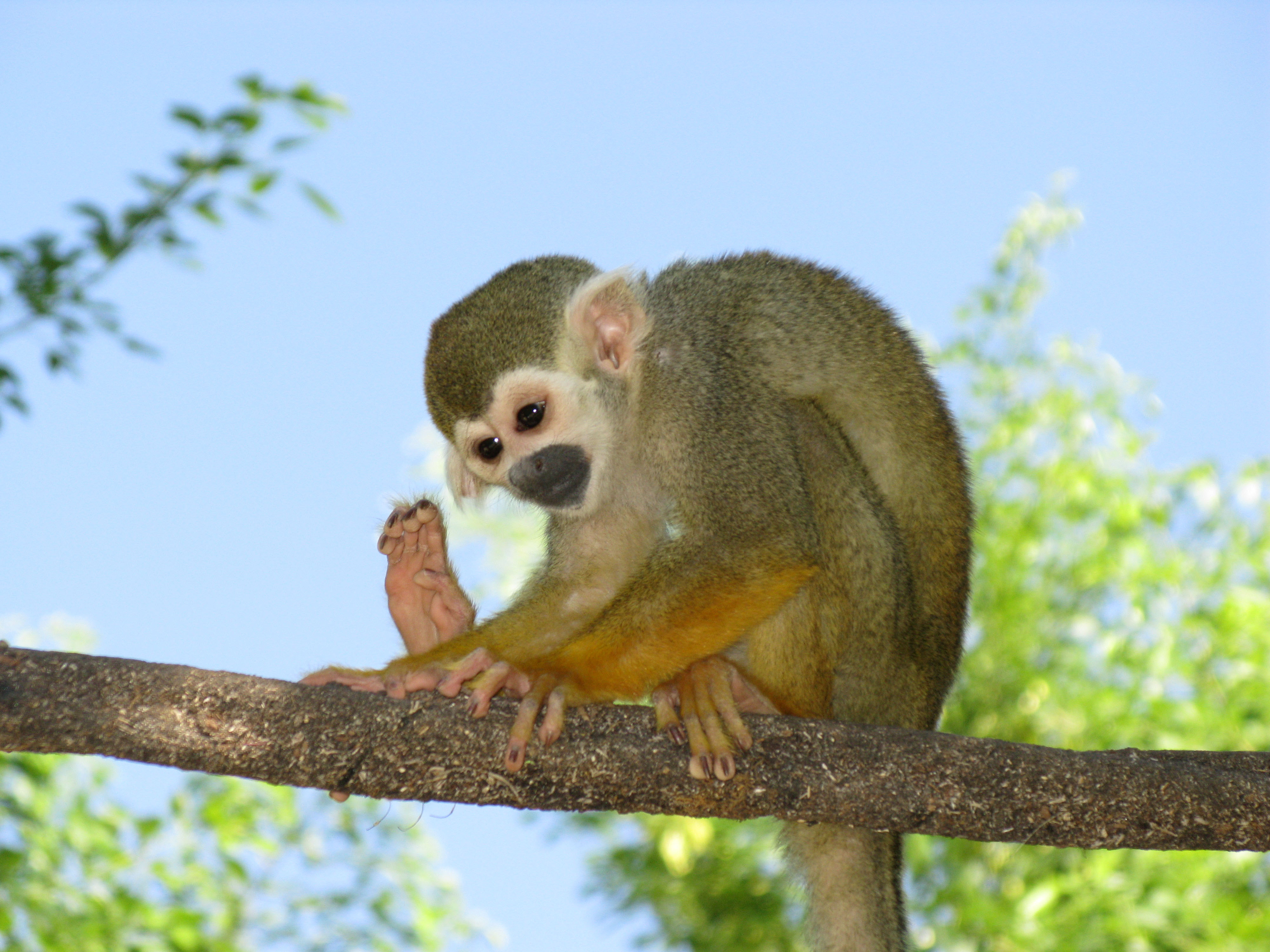
Chụp tại Vườn thú Phoenix
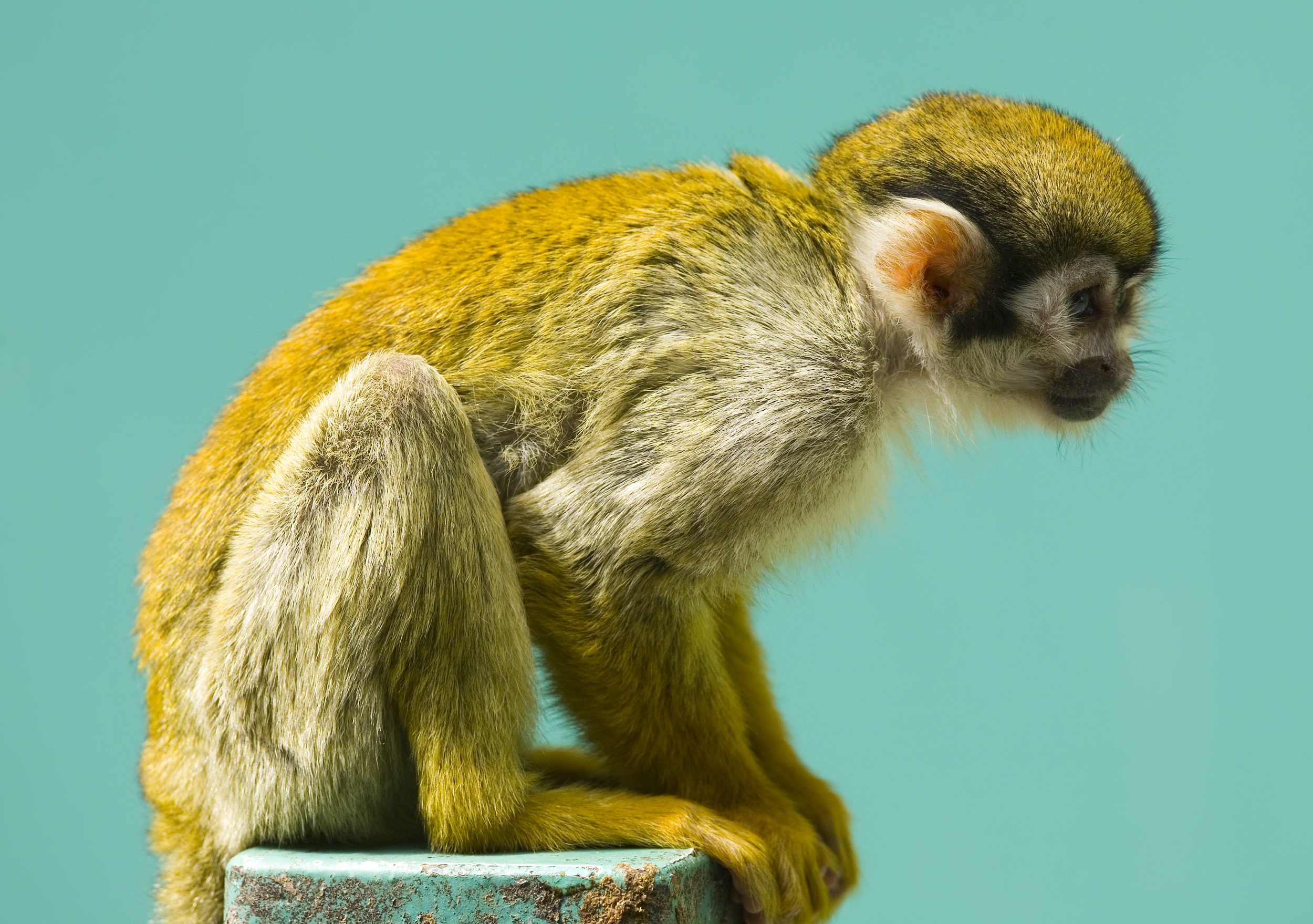
Chụp tại công viên Safari Phú Sĩ, Nhật Bản